# 創学舎高等学校
創学舎高等学校（そうがくしゃこうとうがっこう）は、埼玉県深谷市血洗島にある、株式会社立高等学校。

## 特色
本校は構造改革特別区域法により設置された高等学校で、学校設置会社による学校設置事業及び校地・校舎の自己所有を要しない小学校等設置事業として開校している広域通信制の高等学校である。特区の名称は「渋沢記念人づくり特区」。

### 設置企業
- 株式会社愛郷舎

### 設置学科
- 広域通信制課程

## 所在地
- 本校　〒366-0006　埼玉県深谷市血洗島244番地4
- 事務局 〒106-8541　東京都港区六本木6丁目4-1,メイウシヤマ学園内

## 沿革
- 2005年（平成17年）12月 - 設置許可
- 2006年（平成18年）4月 - 開校